# Botanophila seneciella
Botanophila seneciella este o specie de muște din genul Botanophila, familia Anthomyiidae. A fost descrisă pentru prima dată de Meade în anul 1892. Conform Catalogue of Life specia Botanophila seneciella nu are subspecii cunoscute.